# فايلار ديل راي
بلدية فايلار ديل راي (بالإسبانية: Villar del Rey)‏, هي إحدى بلديات مقاطعة بطليوس, التي تقع في منطقة إكستريمادورا, والتي تقع في غرب إسبانيا.
يبلغ عدد سكانها 2.322 نسمة وفقاً لإحصائية سنة (2002).